# Peter Café Sport

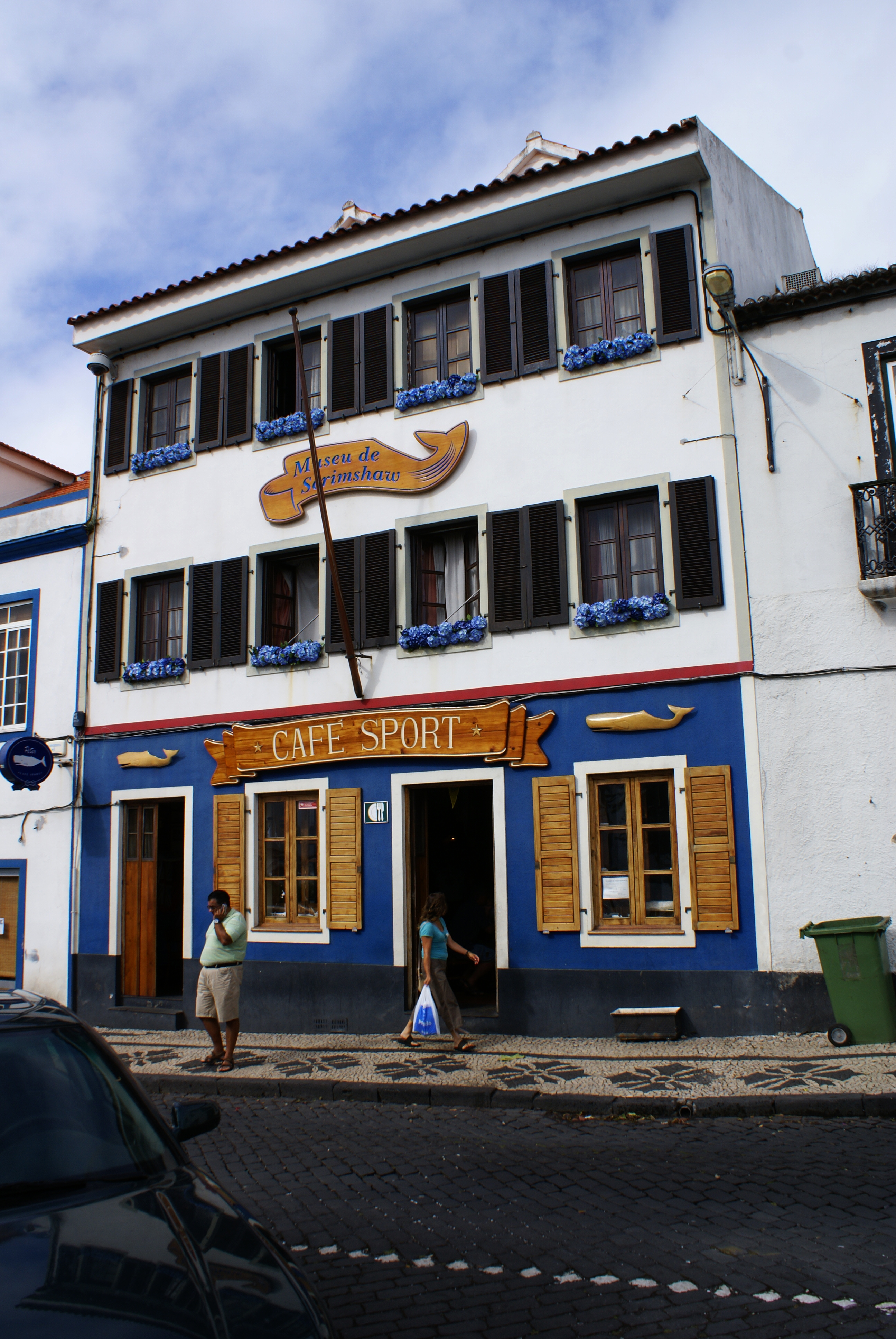
Das Peter Café Sport in Horta

Das Peter Café Sport ist ein Café und Restaurant in Horta, dem Hauptort von Faial, einer Insel des portugiesischen Azoren-Archipels. Es gilt als eines der international bekanntesten Cafés, insbesondere als Treffpunkt der weltweiten Segel-Szene.
Das Café ist für seine Geschichte, für seine Gin Tonics und seinen Schokoladenkuchen bekannt und gilt als Standard-Zwischenstopp für Weltumsegler. Das Peter Café Sport wird häufig von Journalisten und Schriftstellern in ihren Veröffentlichungen in aller Welt erwähnt. Das amerikanische Nachrichtenmagazin Newsweek listete das Lokal unter den besten Bars der Welt.
Zum Café gehört seit 1986 mit dem Museu de Scrimshaw ein historisches Museum für Kunsthandwerk aus Walfischknochen. Bis 1983 wurde auf den Azoren Walfang betrieben.

## Geschichte

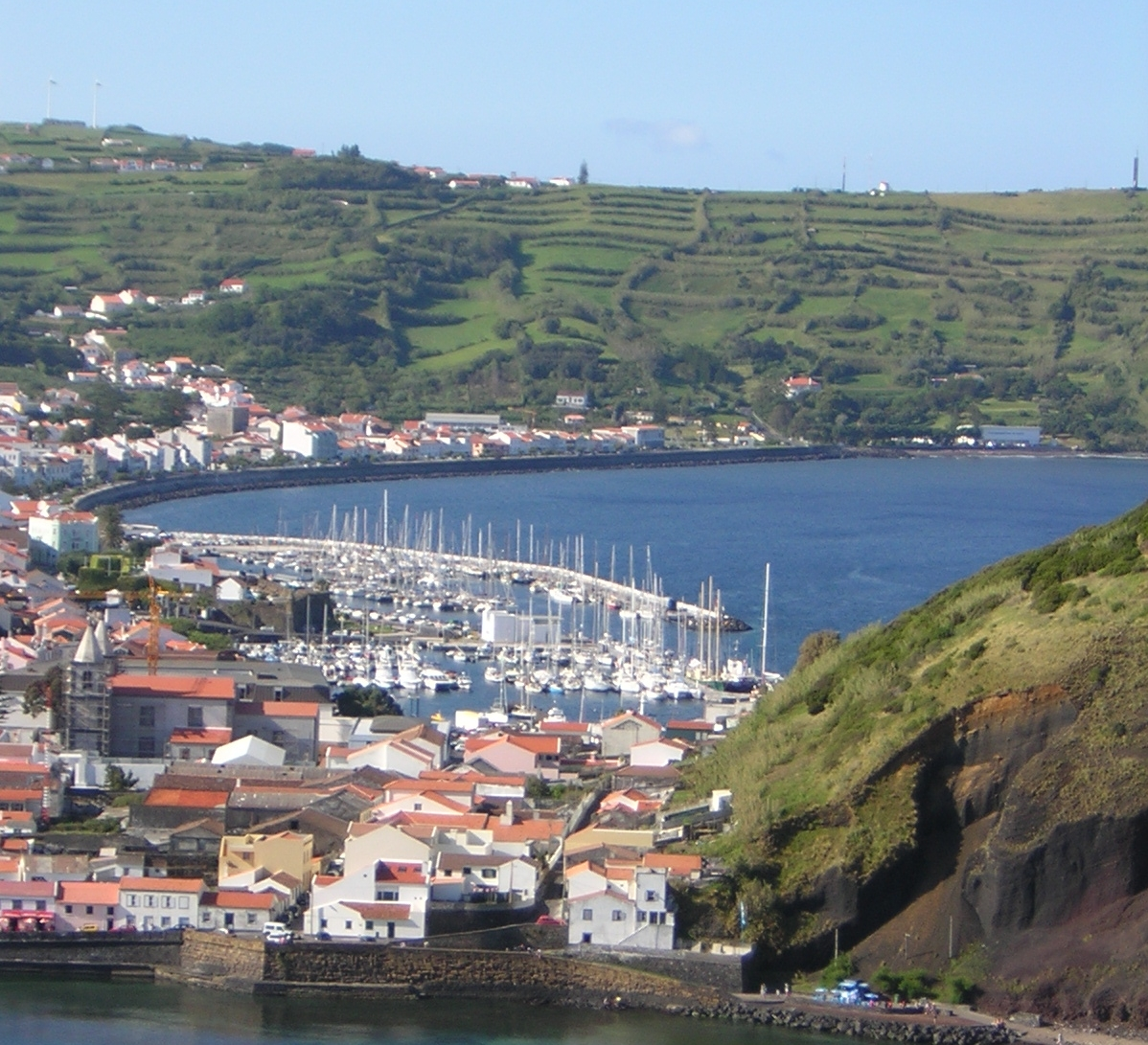
Blick über die Bucht von Horta mit der Marina

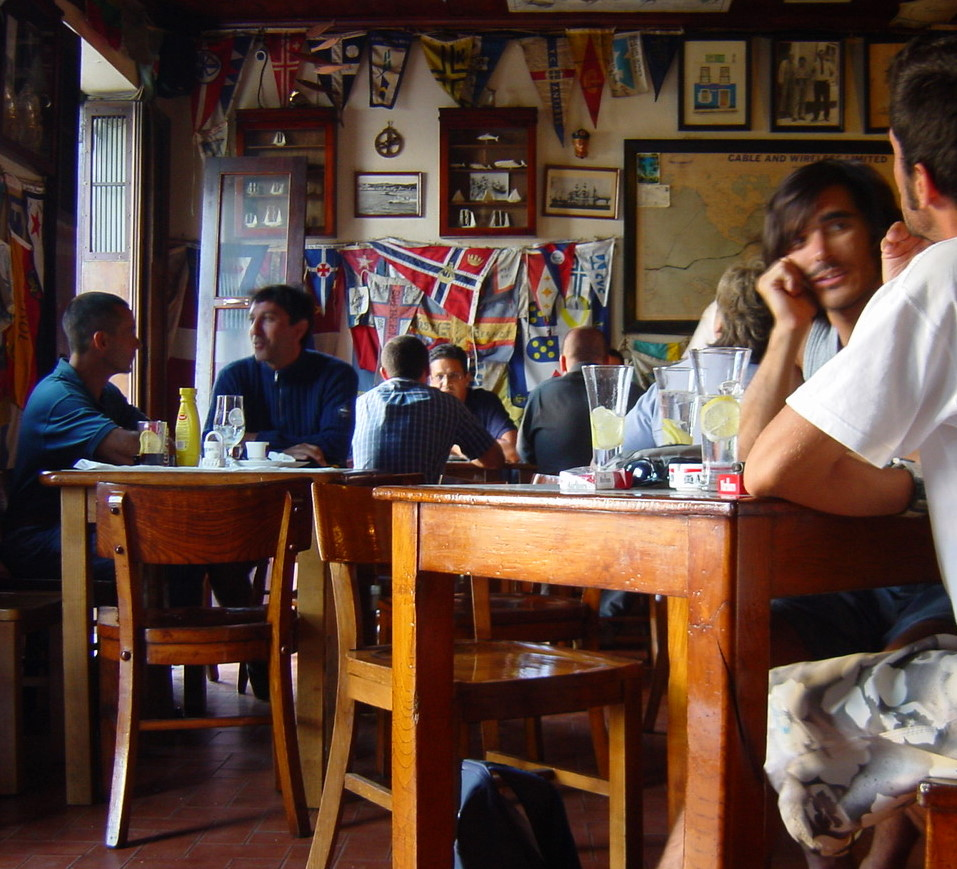
Im Peter Café Sport (2003)

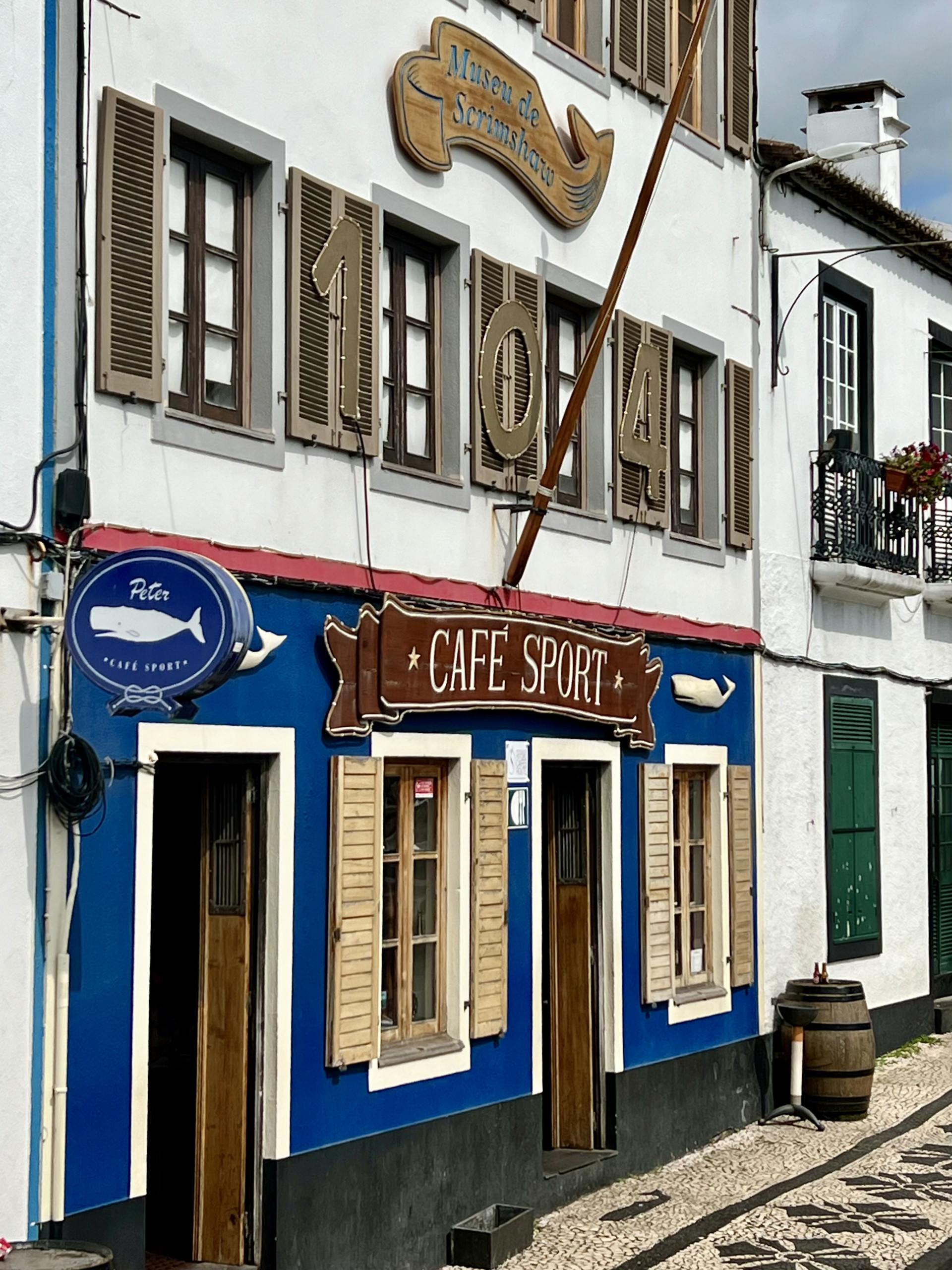
Der Eingang des Lokals 2023

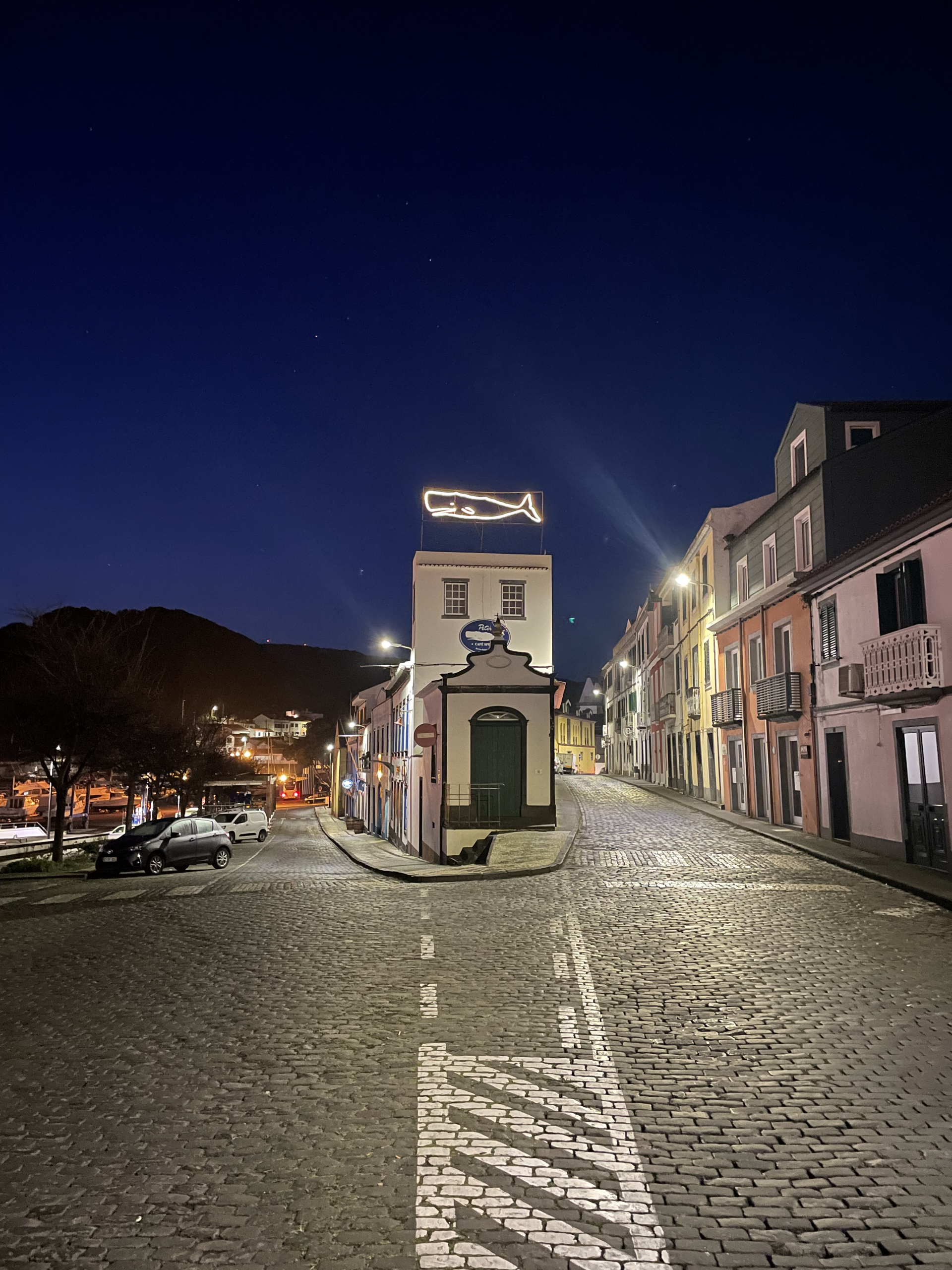
Peter's Cafe Sport leuchtendes Wallogo in der Nacht

Der Händler Ernesto Lourenço S. Azevedo (1859–1931) erstand 1901 ein kleines Gebäude am Hafen von Horta, um dort seine auf den Azoren handgefertigten Waren wie Körbe, Seile, Stickereien oder Hüte zu verkaufen, für die er 1888 auf der Industrieausstellung Exposição Industrial de Lisboa (heute FIL) mit einer Goldmedaille ausgezeichnet worden war. Er gab dem Geschäft den englischen Namen Azorean House und begann zusätzlich, Getränke zu verkaufen, unter Mithilfe seiner beiden Söhne Ernesto und Henrique. Er nutzte die strategisch günstige Lage am Hafen von Horta, der einzigen Stelle, an der Menschen wie Waren von außen auf die Insel Faial gelangen konnten.

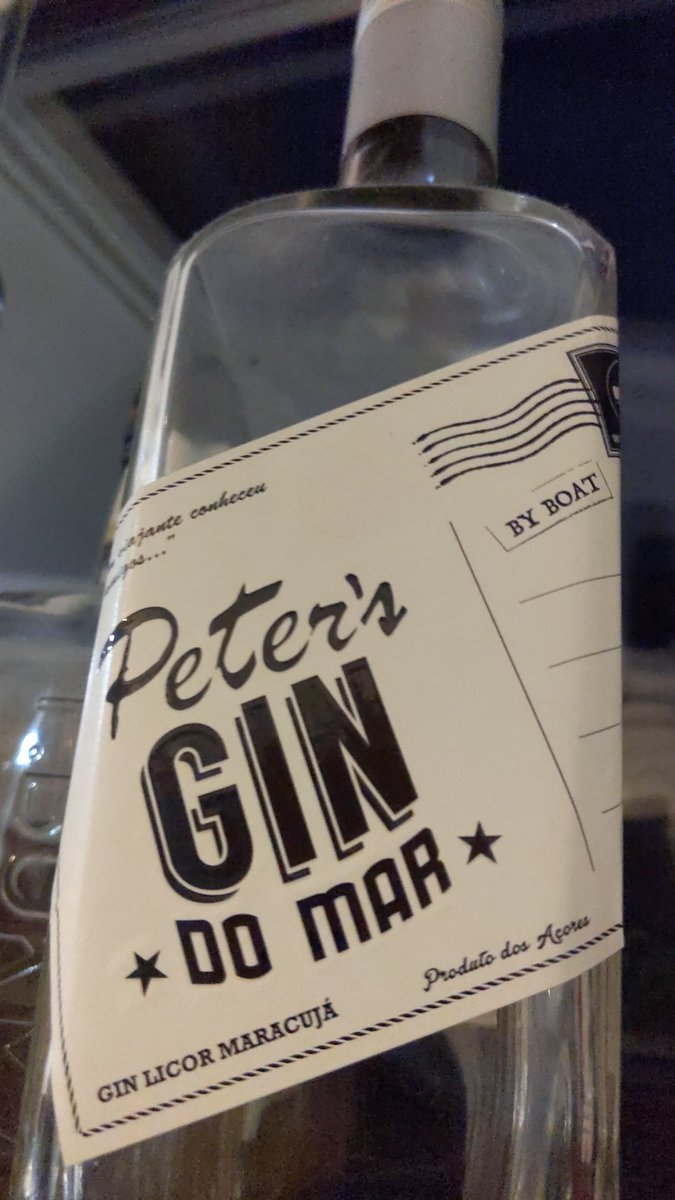
Flasche Gin do Mar

1918 hatte bereits Sohn Henrique Lourenço Ávila Azevedo (1895–1975) das Geschäft übernommen und bezog nun ein Gebäude nebenan. Dort eröffnete er das heutige Café Sport. Den Namen wählte er zum Ausdruck seiner Sportbegeisterung, die sich in seiner Leidenschaft für Fußball, Rudern und Billard zeigte. Auf ihn geht auch die Einführung des Gin Tonics im Café Sport zurück, der bis heute ein populäres Getränk im Lokal blieb. Azevedo lernte es durch die Engländer kennen, die im Zusammenhang mit der hiesigen Seekabel-Station hier Dienst taten. Auch die weiteren Merkmale des Cafés wie das amerikanische Adler-Symbol oder die Einrichtung aus Holz bestehen seit 1918.
Das Café erreichte seine heutige weltweite Bekanntheit durch die zunehmenden Zahl an internationalen Gästen. Es wurde zunächst das Stammlokal für die meist englischen Telegrafen-Bediensteten, die zudem auch ihre Ginflaschen für den Hausverbrauch vom Café Sport geliefert bekamen. Ab 1921 wurden zudem niederländische Schlepper in Horta stationiert, die zur Seerettung im Nordatlantik eingesetzt wurden. Bis zum Zweiten Weltkrieg stellten sie eine wesentliche Belebung des kleinen Hafens von Horta dar. Die blaue und schwarze Farbe, die sie für ihren eigenen Anstrich benutzten und auch dem Café Sport für dessen Außenanstrich schenkten, ist bis heute ein Merkmal des Cafés geblieben. Auch sind Modelle verschiedener Schlepper, deren Kapitäne in freundschaftlichem Verhältnis zu Azevedo standen, sind im Café zu sehen.
Gleich zu Beginn des Zweiten Weltkriegs erlitt die HMS Lusitania II der britischen Kriegsmarine einen Heckschaden und verbrachte hier den Rest des Krieges. Der Munitions- und Versorgungsoffizier der HMS Lusitania II erkannte eine große Ähnlichkeit zwischen dem Sohn des Café Sport-Besitzers und seinem eigenen Sohn Peter und nannte ihn deshalb ebenfalls Peter. Der fortan hängengebliebene Spitzname wurde kurz später auch offizieller Namensteil des Cafés.
Im weiteren Verlauf des Krieges wurde Hortas Hafen Stützpunkt der Alliierten, und zusammen über 1.500 britische und amerikanische Schiffe machten hier fest, hauptsächlich im Einsatz als Nachschub. Nach dem Krieg nahm die Bewegung im Hafen und damit im Café Sport stark ab, insbesondere nach dem Wegfall der amerikanischen Hilfslieferungen für Nachkriegsdeutschland, deren Schiffe hier ihre Zwischenstopps einlegten.
Erst mit der Zunahme der Sport- und Freizeitsegler in den 1960er Jahren erlebte das bekannteste Café im Hafen Hortas wieder steigende internationale Aufmerksamkeit. Die strategische Lage des Hafens, seine vorhandene Infrastruktur für die Bedürfnisse der internationalen Schiffsleute, und der Ruf des Ortes, der sich durch die früher hier stationierten Seeleute und ihre Aufzeichnungen verbreitete, waren Gründe für die steigenden Besucherzahlen. Internationale Regatten passierten zunehmend den Ort, und die zunehmend kaufkräftige Mittelschicht der Industrienationen vergrößerte die Zahl der internationalen Segelsportler. 1975 zog das Café in ein größeres Nachbargebäude, wo es seither unverändert besteht. Dort lassen sich bis heute Segler ihre Post ins Café Sport senden oder versorgen sich mit Schiffsbedarf, was den Ruf des Cafés als bekannten Seglertreffpunkt weiter ausmacht.
1986 erhielt Horta einen modernen Yachthafen, mit vergrößerter Kapazität und in der Folge weiter steigenden Besucherzahlen. Zuletzt sorgten die hier anlegenden Kreuzfahrtschiffe für eine weitere Zunahmen an internationalen Besuchern. Nach dem Tod im Jahr 2006 des Gründerenkels José Azevedo führt seither sein Sohn José Henrique Azevedo das Peter Café Sport in vierter Generation in Familienbesitz. Dieser begann 1967 in ersten Ferienjobs hier zu arbeiten und ist seit 1978 fest im Betrieb. Er bekleidet daneben in verschiedenen internationalen Segelorganisationen Funktionen.

## Leitung
- 1918–1931: Ernesto Lourenço S. Azevedo (20. April 1859 – 24. März 1931)
- 1931–1975: Henrique Lourenço Ávila Azevedo (16. Juni 1895 – 3. Mai 1975)
- 1975–2005: José „Peter“ Azevedo († 2006)
- seit 2005: José Henrique Gonçalves Azevedo (* 1960)

Der Betrieb ist seit der ursprünglichen Gründung 1901 in Familienbesitz, jeweils vom Sohn weitergeführt.

## Ehrungen
Das Lokal hat für seine langjährigen Dienste für Segler aus aller Welt eine Vielzahl Ehrungen von Institutionen des Segelsports, des Postwesens und staatlicher Stellen erhalten, etwa das Offizierskreuz des Ordens für Verdienst der Republik Portugal, verliehen 2003 durch Präsident Jorge Sampaio. Auch ein Dokument von Papst Johannes Paul II. über einen Apostolischen Segen kann das Lokal vorweisen.

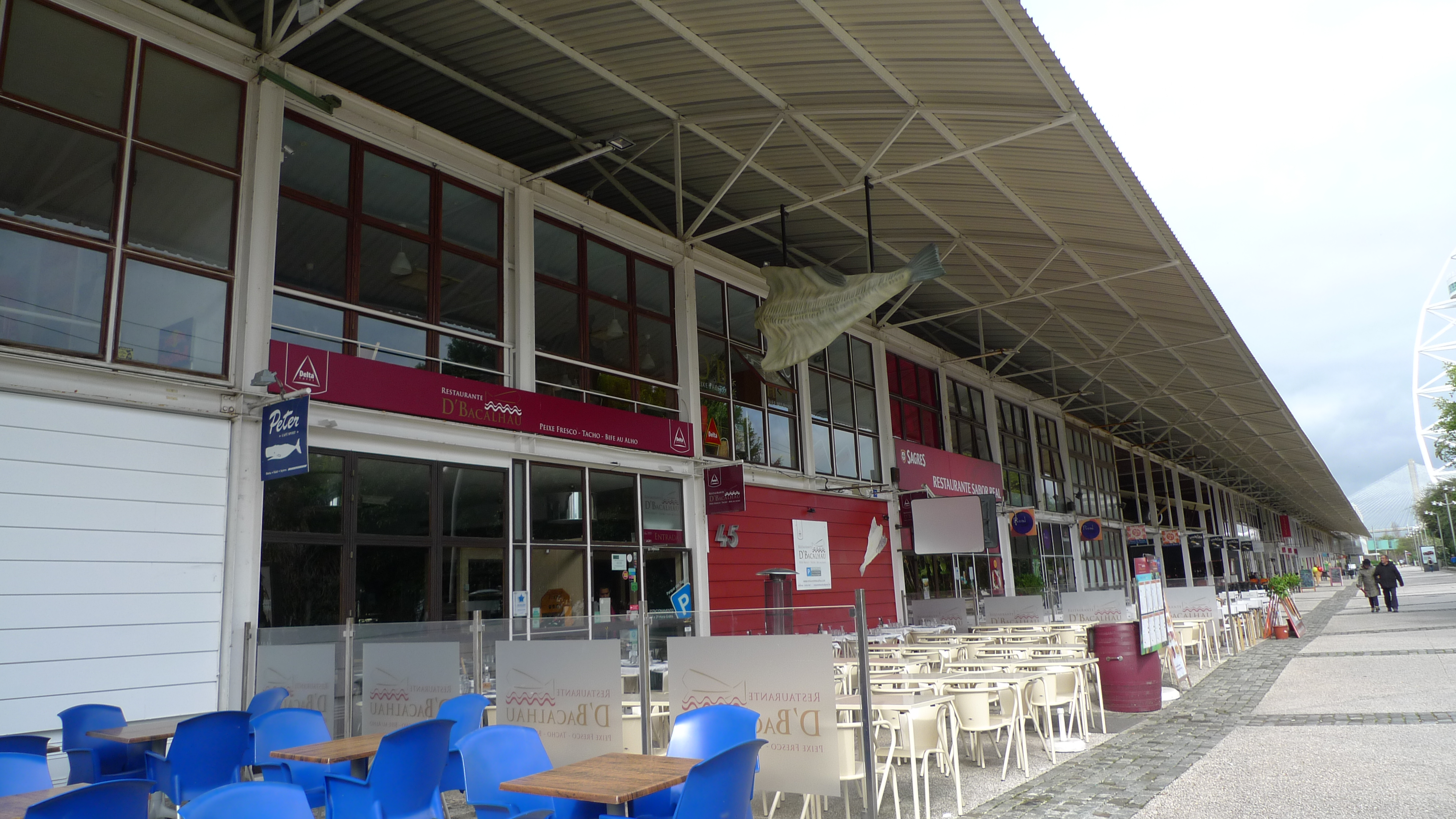
Das blaue Peter Café Sport im Parque das Nações in Lissabon

## Filialen desPeter Café Sport
Es existieren einige weitere Cafés gleichen Namens als Filialen, so das Peter Café Sport Porto im historischen Ribeira-Altstadtviertel am Ufer des Douro in Porto, das Peter Café Sport Oeiras an der Marina von Oeiras, und das Peter´s Café Sport Parque das Nações auf dem Expo-Gelände Parque das Nações in Lissabon.

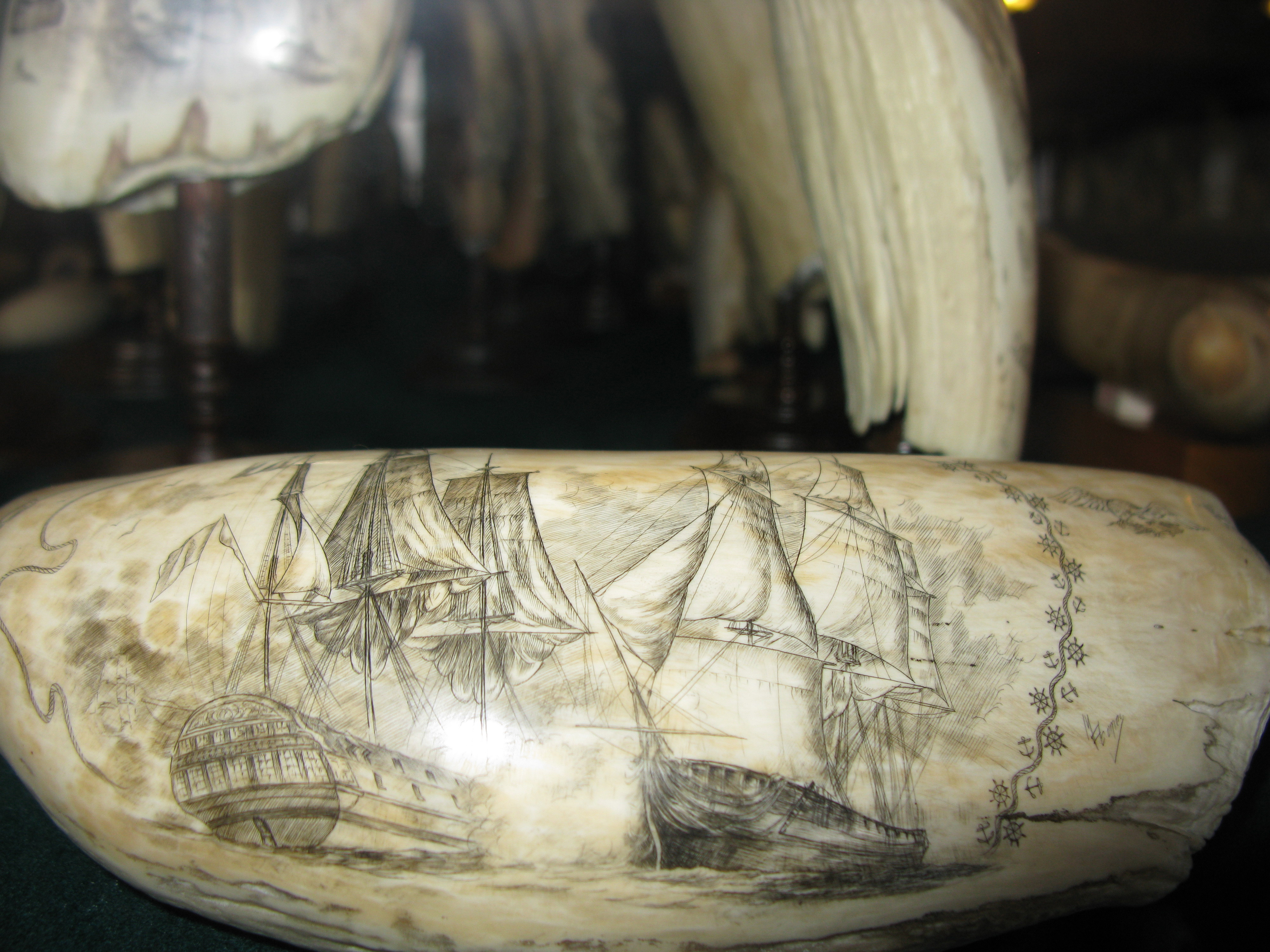
Ausstellungsstück im Museu de Scrimshaw

## Das Scrimshaw-Museum
Zum Café gehört das Peter's Scrimshaw Museum. Es ist im Obergeschoss untergebracht und wurde 1986 eröffnet. Es stellt eine bedeutende Sammlung von Scrimshaw-Kunstwerken dar. Dieses lokale Kunsthandwerk aus den Knochen der Wale stammt aus der Zeit, als hier noch Walfang betrieben wurde (bis 1983).
Das Museum zeigt die von Henrique Lourenço Ávila Azevedo (1895–1975) begonnene Sammlung von lokalen Scrimshaw-Kunstwerken. Sie gehörten ursprünglich zum Sortiment der im Azorean House verkauften Waren. Henrique Azevedo behielt besonders schöne Stücke selbst und begann insbesondere, als der Walfang ab Anfang der 1960er Jahre hier zurückging, die kunstfertigsten Exemplare aufzubewahren. Sein Sohn, der heutige Café Sport-Besitzer José baute dann die heutige Sammlung auf. Das Museum zeigt seit 1986 diese Sammlung öffentlich im Obergeschoss des Gebäudes, neben thematisch verbundenen Exponaten wie Scrimshaw-Werkzeuge, Fotos u. a.

## Triathlonwettbewerb
2012 fand das 16. Peter Café Sport Triatlo statt, eine Triathlon-Variante. Hierbei wurden zunächst von der Insel São Jorge zwölf Seemeilen windsurfend durch von Walen, Haien und Delphinen durchzogenes Gebiet bis zur Insel Pico zurückgelegt. Dort wurde auf einer Mountainbike-Radfahrt eine Strecke von 40 km bis zur Ortschaft Madalena gefahren, bei denen Höhenunterschiede bis zu 1000 Meter bewältigt werden mussten. Schließlich wurden 5 km zum Ziel im Hafen von Horta gerudert. Der Sieger Rui Câncio benötigte dazu 5 Stunden und 21 Minuten.